# Римски клуб
Римски клуб је међународна невладина независна организација. Циљ ове организације је „продубљивање свести у вези са специфичностима друштвеног развоја у епохи научно-техничке еволуције“.
Римски клуб је основан 1968. године. Окупља 100 научника, друштвених радника, директора међународних привредних организација, новинара и уметника из разних земаља света. Број чланова је тачно одређен и непроменљив.
Римски клуб се од свог почетака концентрише на једној страни на студије и објашњавање граница раста, национализацију глобалних кризних процеса и расколе садашњице који су последица раскола између човека и природе, и на другој страни на тражење социјално прихватљивих начина и средстава за њихово решавање.
Клуб се бави такозваним глобалним проблемима. Његов циљ је утицај на јавно мњење и развој дијалога са политичким и друштвеним структурама. Римски клуб се бави и питањима екологије.